# جمعية مساحي الأراضي الكندية
تُعد جمعية مساحي الأراضي الكندية (بالإنجليزية: "Association of Canada Lands Surveyors") الهيئة الوطنية للترخيص للمهنيين الذين يقومون بمسح الأراضي في الأقاليم الكندية الثلاثة، وفي الحدائق الفيدرالية، وفي محميات السكان الأصليين، وكذلك على سطح المحيطات الكندية وتحت سطحها. إنّ هذه الجمعية هي ذاتية الحكم وغير ربحية وغير حكومية تقوم بإدارة أنشطة أعضائها في جميع أنحاء كندا في مجال المسح العقاري (الحدودي أو القانونية).
ومن بين جمعيات المسح الكندية، تتمتع «الجمعية» بأكبر سلطة قضائية من حيث الحجم الجغرافي؛ حيث تغطي حوالي 10,900,000 كيلو متر مربع، أي ما يقارب من سبعة أضعاف المساحة السطحية لمقاطعة كيبيك.
تُعتبر «الجمعية» هي الجمعية الحادية عشرة لمسح التراخيص في كندا. ويخضع المسح العقاري في المقاطعات لقوانين المقاطعات ولكل مقاطعة كندية جمعية للمسح مسؤولة عن تنظيم أعضائها. ومع ذلك، نظراً لأن تشريعات المقاطعات لا تغطي قوائم «أراضي كندا» فإن «الجمعية» هي جزء هام من تنظيم حدود كندا.

## نبذة تاريخية
في 24 أبريل 1874، تأسست جمعية دومينيون لمساحي الأراضي. وعلى الرغم من أن هذه المنظمة أصبحت في نهاية المطاف جمعية المساحين للأراضي في مانيتوبا، كان يُطلق على مساحي الأراضي الفيدراليين اسم المساحين الأرضيين (بالإنجليزية: "Dominion Land Surveyors")حتى صدر قانون مسح الأراضي الكندية في 31 مارس 1979.
وبعد بضع محاولات لانتساب أنفسهم إلى منظمة إقليمية لمسح الأراضي، استعاد المساحون الفدراليون لمساحين الأراضي جمعية دومينيون لمساحي الأراضي في أوائل القرن العشرين، ثم أصبحوا فرعاً للمعهد الكندي للمسح (بالإنجليزية: "Canadian Institute of Surveying"). وخلال هذه الفترة، لم يكن للمساحين الاتحاديين للأراضي أي ارتباط خاص بهم.

## أراضي كندا
أراضي كندا هو مصطلح محدد لتحديد الأراضي التي تندرج تحت أي من المعايير التالية:
أي أراضي تنتمي إلى صاحبة الجلالة في كندا أو تتمتع حكومة كندا بسلطة التصرف بها والتي تقع في يوكون)بالإنجليزية: "Yukon") وفي الأقاليم الشمالية الغربية وفي نونافوت(بالإنجليزية: "Nunavut")‏ أو في أي متنزه وطني في كندا وأي أراضي أخرى هي:
- الأراضي التي تم تسليمها أو المحمية، حيث تم تحديد هذه المصطلحات في القانون الهندي، باستثناء الأراضي المحمية الموضحة في اللوائح الموضوعة بموجب المادة 4-1 من قانون الأمم الأولى للتنمية التجارية والصناعية؛
- أراضي الفئة IA أو أراضي الفئة IA-N، كما هي محددة في قانون كري ناكابي (بالإنجليزية: "Cree-Naskapi") من كيبيك (بالإنجليزية: "Quebec")، الفصل 18 من النظام الأساسي لكندا، 1984؛
- الأراضي التابعة سيتشيلت (بالإنجليزية: "Sechelt")، كما هي محددة في قانون الحكم الذاتي للفرقة الهندية، الفصل السابع والعشرين من النظام الأساسي في كندا، 1986؛
- أراضي المستعمرات، كما هي محددة في قانون الحكم الذاتي في دول يوكون الأولى، والأراضي التي يتم فيها نقل المصلحة أو الاعتراف بها بموجب المادة 21 من ذلك القانون؛
- الأراضي في قاعدة كانيساتاكي (بالإنجليزية: "Kanesatake") موهوك البرية المؤقتة، وفقاً لما تم تعريفه في قانون إدارة قاعدة كانيساتاكي المؤقتة للأراضي، باستثناء الأراضي المعروفة باسم محمية دونكاستر (بالإنجليزية: "Doncaster") رقم 17؛
- أراضي تيليشو (بالإنجليزية: "Tlicho")، كما هي محددة في القسم الثاني من قانون إدارة موارد وادي ماكينزي (بالإنجليزية: "Mackenzie Valley").
- أي أراضي تحت الماء تنتمي إلى صاحبة الجلالة ضمن حق كندا أو فيما يتعلق بأي حقوق تتمتع حكومة كندا بسلطة التخلص منها. [9]

## الترخيص
يستخدم المساحون المهارات في علم القياس وتحديد المواقع لقياس الأبعاد الحقيقية للملكية بدقة. حيث يُستخدم ذلك لإعداد الخطط التجريبية وتقارير الممتلكات العقارية وتحديد الحدود وغيرها من الأنشطة التي تضمن دقة سجلات الملكية العامة. يشكل المساحون جزء مهم من عملية تحديد الحدود، حتى مع التقدم في تقنيات مثل خرائط جوجل.
إن أعضاء جمعية مساحي الأراضي الكندية المرخص لهم هم الأفراد الوحيدون المخولين قانوناً لإجراء عمليات المسح العقاري على فئة خاصة من الأراضي تسمى «أراضي كندا». المسح العقاري هو فرع المسح الذي يشمل جميع الأنشطة المتعلقة بتحديد مدى المصلحة القانونية في الأرض. ويشار إلى هذه الأنشطة أيضا بالمسح على الحدود أو على الصعيد القانوني.
ومن أجل إجراء مسح على أراضي كندا، يجب على المساح المحترف أن يحصل أولاً على الموافقة من جمعية مساحي الأراضي الكندية. وهذا يتطلب من المساح اجتياز سلسلة من الاختبارات حول مواضيع مختلفة، مثل القوانين واللوائح المتعلقة بالدراسات المسحية لأراضي كندا ونُظم حقوق الملكية في أراضي كندا والتنظيم الهيكلي للحكومة وقضايا حكومة السكان الأصليين.
وبمجرد حصول المساح على موافقة الجمعية، يصبح المساح مؤهلاً للحصول على عضوية منتظمة لدى جمعية مساحي الأراضي الكندية.
ولإكمال الخطوة الأخيرة والحصول على ترخيص، يجب أن يكون المساح عضواً منتظماً في جمعية مساحي الأراضي الكندية، وأن يكون لديه خبرة لمدة سنتين وتدريباً عملياً في المسح خلال السنوات الخمس السابقة.

## التعليم المستمر
يجب على جميع حاملي تراخيص جمعية مساحي الأراضي الكندية، إكمال 40 ساعة إلزامية من التطوير المهني المستمر على مدى ثلاث سنوات. وذلك لضمان أن جميع المساحين الممارسين في كندا على اطلاع بأحدث التكنولوجيا والأساليب الجديدة.
يُطلب من جميع مساحي الأراضي في كندا المرخص بهم مراجعة عملهم من قبل مدير مراجعة ممارسات الجمعيات. 

## متعددة التخصصات
ويتخصص مساحو أراضي كندا في تخصص واحد أو أكثر، وكثيراً قد يكون لديهم بعض المعرفة بجميع أنواع المسح، ولذلك فإن الخيار يقع على عاتق المساحين المهنيين لإيجاد أفضل حل لأي مشكلة تقنية أو إدارية تتعلق بالقياس وتحديد المواقع المكانية.
تشمل أنواع المسح ما يلي:
- مسح الأراضي: القياس وتحديد المواقع على الأرض.
- الهيدروغرافيا: القياس وتحديد المواقع على الماء.
- التصوير الفوتوغرافي: القياس وتحديد المواقع باستخدام الصور الجوية.
- التخطيط: إعداد الخرائط أو المخططات.
- الاستشعار عن بُعد: جمع البيانات حول موضوع محدد أو منطقة على الأرض من مسافة (أقمار صناعية أو طائرة، إلخ).
- تسجيل الأراضي: إدارة معلومات حقوق الملكية (العناوين، سندات الملكية).
- نظم المعلومات الجغرافية (بالإنجليزية: "Geographic Information Systems"): إدارة المعلومات الجغرافية باستخدام الكمبيوتر.